# ایعات
ایعات (به عربی: إيعات) یک منطقهٔ مسکونی در لبنان است که در شهرستان بعلبک واقع شده‌است.